# Oniticellus tessellatus
Oniticellus tessellatus är en skalbaggsart som beskrevs av Edgar von Harold 1879. Oniticellus tessellatus ingår i släktet Oniticellus och familjen bladhorningar. Inga underarter finns listade i Catalogue of Life.